# Rajah Sulayman
Rajah Sulayman (arabisch سليمان; * ca. 1540; † 1588) war ein muslimischer philippinischer König, der im 16. Jahrhundert gemeinsam mit Rajah Matanda und Rajah Lakandula, dem Herrscher des Gebietes von Tondo, die große Volksgruppe der Tagalog regierte, die im südlichen Gebiet des Pasig Rivers ansässig waren. Er war der letzte einheimische Herrscher von Manila.

## Biographie
Mitte des 16. Jahrhunderts war Manila, das damals den Namen „Maynilad“ trug, eine blühende Siedlung unter der Führung von Rajah Matanda. Matanda war ein Name der Hochachtung ausdrückte und so viel bedeutet wie „Ältester“. Sein Mitherrscher, den man auch als seinen Kronprinzen bezeichnen konnte, war ein junger Mann namens Sulayman. Die Wurzeln der beiden Rajahs lagen wohl auf Borneo. Rajah Sulayman kontrollierte den Verkehr der chinesischen Handelswaren, die auf dem Pasig River bis zu den Siedlungen des Laguna de Bay befördert wurden.
Im Jahre 1570 erreichten die beiden Konquistadoren Martín de Goiti und Juan de Salcedo das Gebiet von Maynilad. Bereits kurz nach ihrer Ankunft wurden die beiden von Sulayman willkommen geheißen. Er befreundete sich mit den Ankömmlingen, bewirtete sie und übergab ihnen Geschenke. Nach kurzer Zeit begann er, sich von den Spaniern ausgenutzt zu fühlen und begriff, dass die Fremden nicht zu Besuch auf die Insel gekommen waren, sondern ihm nach seinem Land und dessen Ressourcen trachteten. Er war zu dieser Zeit mit Rajah Matanda von Sapa und dem Lakandula von Tondo verbündet. Daraufhin stellte er sich den Spaniern entgegen und plante die Eindringlinge aus dem Gebiet von Manila zu vertreiben.
So kam es am Morgen des 24. Mai 1570 zur Schlacht von Bangkusay, einem Distrikt, der heute dem Stadtteil Tondo angehört. Sulayman hatte tausende indigene Krieger um sich versammelt, die etwa 300 spanischen Soldaten (überwiegend Tlaxcalteken) und ca. 600 Filipinos, die verschiedenen, bereits christianisierten Volksgruppen aus Panay angehörten, gegenüberstanden. Die Armee von Sulayman, Lakandula und Matanda war zahlenmäßig zwar in der Übermacht, hatte jedoch der überlegenen Bewaffnung des Gegners nichts entgegenzusetzen und verloren die Schlacht. Die Siedlung Maynilad wurden bis auf die Grundmauern niedergebrannt. 
Im Zuge dieser Niederlage fielen alle drei Herrscher in die Hände von Martín de Goiti und wurden zu Gefangenen des spanischen Konquistadors. Die Überlebenden aus Sulaymans Truppen zogen sich zusammen mit den Kämpfern von Lakandula und Matanda in den Dschungel zurück, um sich neu zu organisieren. Kurze Zeit später begannen sie einen Aufstand, in dessen Verlauf sie die spanischen Siedlungen von Manila monatelang belagerten und De Goiti zwangen, sich in die Festung Fuerza de Santiago zurückzuziehen. Nach langen kampfreichen Monaten gelang es den Spaniern am 24. Juni 1571, die Belagerer zurückzuschlagen. Kurz nach der Ankunft des spanischen Generals Miguel López de Legazpi und der ihn begleitenden Verstärkungen ergaben sich die einheimischen Kämpfer endgültig der spanischen Übermacht.
In der Folge konvertierten die Führer, darunter Sulayman, zum römisch-katholischen Glauben. Sie erhielten ihre Privilegien zurück, wurden ins koloniale Herrschaftssystem integriert und regierten fortan unter spanischer Kontrolle. Seit dem späteren 16. Jahrhundert findet sich in den spanischen Aufzeichnungen über Sulayman keine weitere Erwähnung.

## Rezeption
Rajah Sulayman wird auf den Philippinen als Held verehrt, da er bereits zu einem frühen Zeitpunkt die spanische Einnahme des Archipels bekämpfte. In Malate, einem Stadtteil von Manila an der Frontseite der Kirche von Malate auf der Plaza Rajah Sulayman, die sich der Strandpromenade entlang der Bucht von Manila anschließt, ist seine überlebensgroße Statue aufgestellt.
Die 1991 gegründete militante Rajah-Sulayman-Bewegung ist nach ihm benannt.